# عبد الرحمن الجدري
أبو زيد عبد الرحمن محمد الجدري (وُلد في مكناس عام 1375، وتُوفي بفاس ، ربما عام 1416) كان مُوقِّتًا في مسجد القرويين. كتب أُطروحة في تحديد الوقت ليلًا ونهارًا، والأرزيجة (تكوين الآية) في 26 فصلًا و335 آيةً، بعنوان روضة الأزهر في علم وقت الليل والنهار (2/1391)، وتقويم يتكيف مع خط العرض في بعنوان (Tanbllt al-afliím 'ala mii ya/:tduthu ji ayyiim al-'iim).